# 牛角洞駅
牛角洞駅（ウガクドンえき）は、大韓民国仁川広域市弥鄒忽区にかつて存在した京仁鉄道の鉄道駅である。1906年に廃止され、現在は付近に桃源駅がある。

## 歴史
- 1899年9月18日 - 京仁線仁川駅 - 鷺梁津駅間開通に伴い開業[1]
- 1906年2月10日：廃止。

## 着工式
京仁線の1次着工式は1897年3月22日に牛角洞駅にて行われた。2次着工式は日本が敷設権を購入した後に、1899年4月23日に仁川駅にて行われた。